# Mont Gede
Pour les articles homonymes, voir Gede.
Le mont Gede est un volcan d'Indonésie situé dans l'Ouest de Java. Parmi les plus hauts sommets de cette région d'Indonésie avec 2 958 mètres d'altitude, il est couronné par plusieurs cratères et caldeiras emboîtés. Sa dernière éruption remonte au 13 mars 1957.

## Toponymie
Gede est un terme soundanais signifiant littéralement « grand » en français. En indonésien, il est appelé Gunung Gede et en javanais Gunung Gedhé, soit en français « mont Gede ».

## Géographie

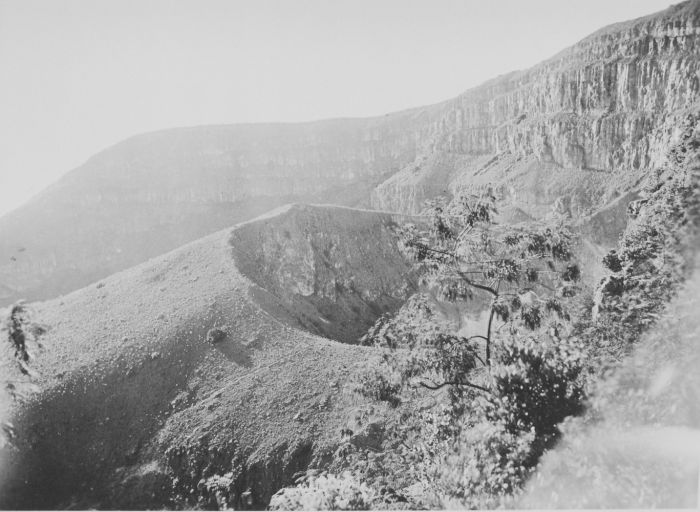
Vue de cratères du mont Gede en 1931.

Le mont Gede est situé en Indonésie, dans l'ouest de Java, au sud-est de Bogor, au sud de Jakarta, à l'ouest de Cianjur, au nord-nord-ouest de Bandung et au nord de Sukabumi. Administrativement, il est partagé entre les kabupaten de Cianjur et de Sukabumi de la province de Java occidental. Il est inclus dans le parc national de Gunung Gede Pangrango.
Ce stratovolcan est accolé au mont Pangrango dont le sommet culminant à 3 019 mètres d'altitude se trouve au nord-ouest,,. Le sommet du mont Gede est formé de plusieurs cratères ou caldeiras emboîtés ou se chevauchant : le Baru, le Gumuruh, le Lanang, le Kawah Leutik, le Ratu, le Sela et le Wadon. Une caldeira de trois kilomètres de largeur pour cinq kilomètres de longueur ne se présente que sous la forme d'une crête constituée de son rebord sud-est, le reste de la caldeira étant recouvert par un autre cratère. Ce dernier, en forme de fer à cheval ouvert en direction du nord, en contient d'autres plus petits. Son rebord sud constitue le point culminant du volcan avec 2 958 mètres d'altitude ce qui en fait l'un des plus hauts sommets de cette partie de Java,,. Ses pentes régulières boisées sont entaillées par l'érosion de cours d'eau qui forment de petites vallées.

## Histoire

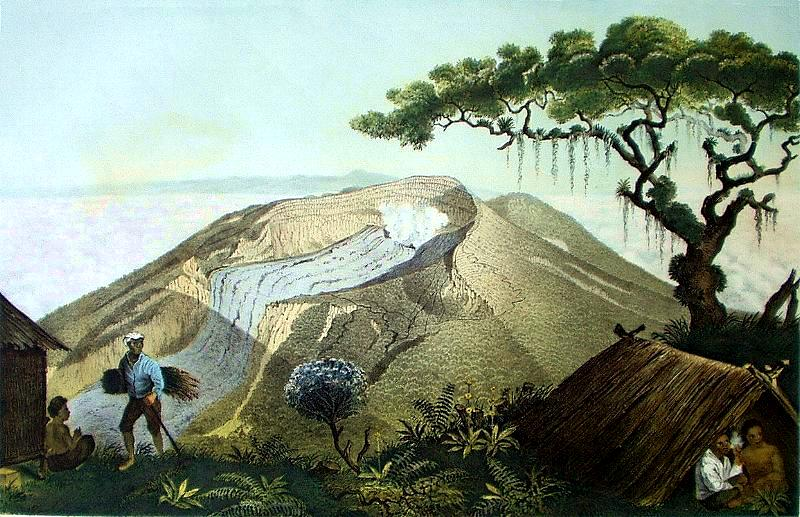
Gravure de Franz Wilhelm Junghuhn montrant le mont Gede en 1856.

Deux puissantes éruptions accompagnées d'avalanches de débris ont formé deux dépôts dont l'un occupe le site de la ville de Cianjur.
Depuis l'arrivée des Européens en Indonésie au XVIe siècle, les éruptions du mont Gede se traduisent généralement par de brèves explosions d'intensité modérée,,. D'indice d'explosivité volcanique de 1 à 2, elles sont parfois accompagnées d'explosions phréatiques,. La première observée est celle de 1747 à 1748 et 25 autres ont suivi, dont 4 incertaines, jusqu'à la dernière le 13 mars 1957,. Son éruption la plus puissante est celle du 12 novembre au 11 décembre 1840,. D'indice d'explosivité volcanique de 3, elle a produit des nuées ardentes qui ont provoqué des dégâts,.

## Activités

### Ascension
La meilleure période pour entreprendre l'ascension du mont Gede est du début de l'été jusqu'à la fin de l'automne, des mois de juillet à novembre. Elle peut prendre quatre heures de montée et trois heures de descente avec un départ à Gunung Putri à environ 1 450 mètres d'altitude.

### Protection environnementale
Le mont Gede fait partie de la réserve de biosphère de Cibodas, reconnue en 1977 par l'Unesco.